# Are You Ready? (Pacific Gas & Electric)
| Recensione       | Giudizio      |
| ---------------- | ------------- |
| AllMusic         |               |
| Robert Christgau | B             |
| Sputnikmusic     | 4 (Excellent) |

Are You Ready? è il terzo album discografico del gruppo musicale rock statunitense Pacific Gas & Electric, pubblicato dalla casa discografica Columbia Records nel maggio del 1970.

## Tracce

### LP
Lato A
1. Are You Ready? – 5:49 (Charlie Allen, John Hill)
2. Hawg for You – 4:45 (Otis Redding)
3. Staggolee – 3:50 (Charlie Allen, John Hill)
4. The Blackberry – 5:37 (Ronald Isley, O'Kelly Isley, Rudolph Isley)

Lato B
1. Love, Love, Love, Love, Love – 3:53 (John Hill, Don Cochrane)
2. Mother, Why Do You Cry? – 5:06 (Charlie Allen)
3. Elvira – 2:01 (Charlie Allen)
4. Screamin' – 4:28 (Brent Block)
5. When a Man Loves a Woman – 4:34 (Calvin Lewis, Andrew Wright)

## Formazione
- Charlie Allen - voce solista
- Glenn Schwartz - chitarra solista
- Glenn Schwartz - harp (brano: Staggolee)
- Tom Marshall - chitarra ritmica
- Brent Block - basso
- Frank Cook - batteria

Altri musicisti
- Rusty Young - chitarra steel (brano: Mother, Why Do You Cry?)
- John Hill - piano, organo (brano: When a Man Loves a Woman)
- Sherell Atwood (The Blackberries) - accompagnamento vocale, cori (brani: Are You Ready? e When a Man Loves a Woman)
- Merry Clayton (The Blackberries) - accompagnamento vocale, cori (brani: Are You Ready? e When a Man Loves a Woman)
- Venetta Fields (The Blackberries) - accompagnamento vocale, cori (brani: Are You Ready? e When a Man Loves a Woman)
- Dolores Hall (The Blackberries) - accompagnamento vocale, cori (brani: Are You Ready? e When a Man Loves a Woman)
- Clydie King (The Blackberries) - accompagnamento vocale, cori (brani: Are You Ready? e When a Man Loves a Woman)
- Shirlie Matthews (The Blackberries) - accompagnamento vocale, cori (brani: Are You Ready? e When a Man Loves a Woman)
- Ginger Schackne (The Blackberries) - accompagnamento vocale, cori (brani: Are You Ready? e When a Man Loves a Woman)
- Lorna Willard (The Blackberries) - accompagnamento vocale, cori (brani: Are You Ready? e When a Man Loves a Woman)

Note aggiuntive
- John Hill - produttore
- Mark Friedman, Glen Kolotkin e Tim Geelan - ingegneri delle registrazioni
- David Willardson - illustrazione copertina album originale[4]

## Classifica
Album
| Anno | Classifica    | Posizione raggiunta |
| ---- | ------------- | ------------------- |
| 1970 | Billboard 200 | 101                 |

Singolo
| Anno | Titolo del brano | Classifica            | Posizione raggiunta |
| ---- | ---------------- | --------------------- | ------------------- |
| 1970 | Are You Ready?   | Billboard Hot 100     | 14                  |
| 1970 | Are You Ready?   | Hot R&B/Hip-Hop Songs | 49                  |